# Saint-Maurice-Saint-Germain
Pour les articles homonymes, voir Saint-Maurice et Saint-Germain.
Saint-Maurice-Saint-Germain est une commune française située dans le département d'Eure-et-Loir en région Centre-Val de Loire.

## Géographie

### Situation
La commune se situe dans la région naturelle du Perche et appartient au canton de Nogent-le-Rotrou.

Situation géographique
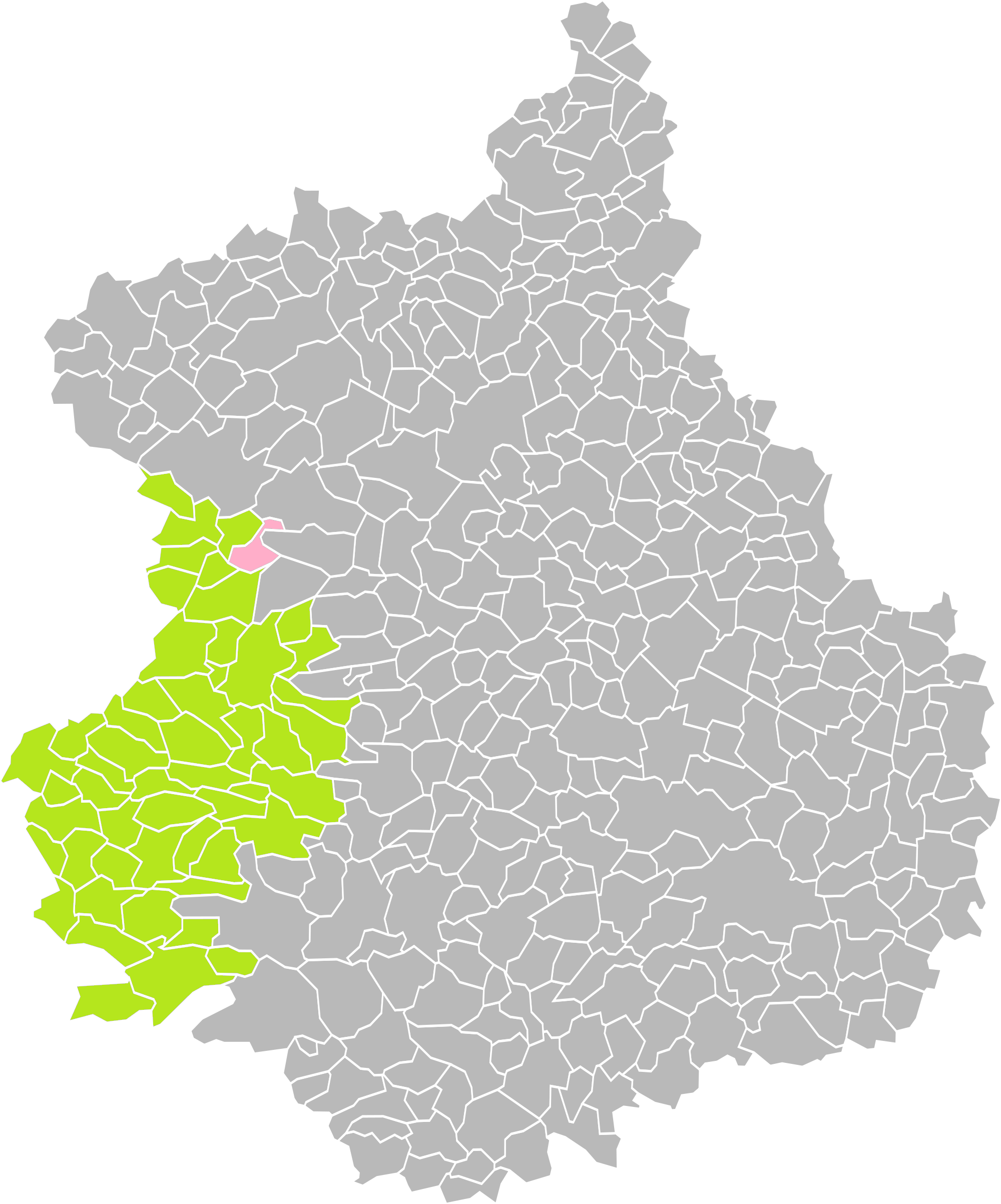
Saint-Maurice-Saint-Germain dans son arrondissement.
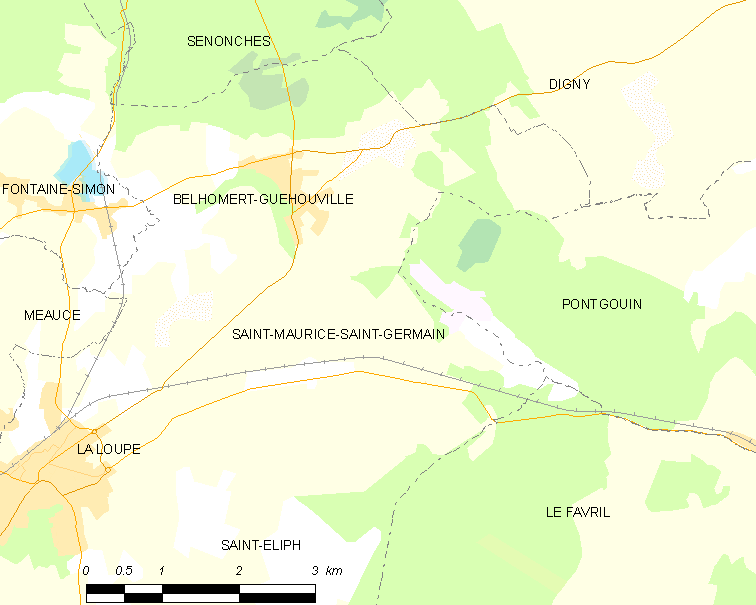
Carte de la commune de Saint-Maurice-Saint-Germain.

### Communes limitrophes
|                       | Digny                       |           |
| Belhomert-Guéhouville | Saint-Maurice-Saint-Germain | Pontgouin |
| La Loupe              | Saint-Éliph                 | Le Favril |

### Hydrographie
Provenant de l'ouest par Belhomert-Guéhouville, la rivière l'Eure, affluent en rive gauche du fleuve la Seine, traverse la commune pour se diriger ensuite vers l'est et Pontgouin.

### Climat
Pour des articles plus généraux, voir Climat du Centre-Val de Loire et Climat d'Eure-et-Loir.
En 2010, le climat de la commune est de type climat océanique dégradé des plaines du Centre et du Nord, selon une étude du CNRS s'appuyant sur une série de données couvrant la période 1971-2000. En 2020, Météo-France publie une typologie des climats de la France métropolitaine dans laquelle la commune est exposée à un climat océanique altéré et est dans une zone de transition entre les régions climatiques « Sud-ouest du bassin Parisien » et « Normandie (Cotentin, Orne) ». 
Pour la période 1971-2000, la température annuelle moyenne est de 10,3 °C, avec une amplitude thermique annuelle de 14,2 °C. Le cumul annuel moyen de précipitations est de 735 mm, avec 12,1 jours de précipitations en janvier et 8 jours en juillet. Pour la période 1991-2020, la température moyenne annuelle observée sur la station météorologique de Météo-France la plus proche, sur la commune de La Loupe à 5 km à vol d'oiseau, est de 11,0 °C et le cumul annuel moyen de précipitations est de 718,0 mm,. Pour l'avenir, les paramètres climatiques de la commune estimés pour 2050 selon différents scénarios d'émission de gaz à effet de serre sont consultables sur un site dédié publié par Météo-France en novembre 2022.

## Urbanisme

### Typologie
Au 1er janvier 2024, Saint-Maurice-Saint-Germain est catégorisée commune rurale à habitat dispersé, selon la nouvelle grille communale de densité à 7 niveaux définie par l'Insee en 2022.
Elle est située hors unité urbaine. Par ailleurs la commune fait partie de l'aire d'attraction de La Loupe, dont elle est une commune de la couronne,. Cette aire, qui regroupe 8 communes, est catégorisée dans les aires de moins de 50 000 habitants,.

### Occupation des sols
L'occupation des sols de la commune, telle qu'elle ressort de la base de données européenne d’occupation biophysique des sols Corine Land Cover (CLC), est marquée par l'importance des territoires agricoles (86,1 % en 2018), une proportion identique à celle de 1990 (86,1 %). La répartition détaillée en 2018 est la suivante : 
terres arables (79,8 %), forêts (13,4 %), prairies (6,2 %), espaces verts artificialisés, non agricoles (0,6 %), zones agricoles hétérogènes (0,1 %). L'évolution de l’occupation des sols de la commune et de ses infrastructures peut être observée sur les différentes représentations cartographiques du territoire : la carte de Cassini (XVIIIe siècle), la carte d'état-major (1820-1866) et les cartes ou photos aériennes de l'IGN pour la période actuelle (1950 à aujourd'hui).

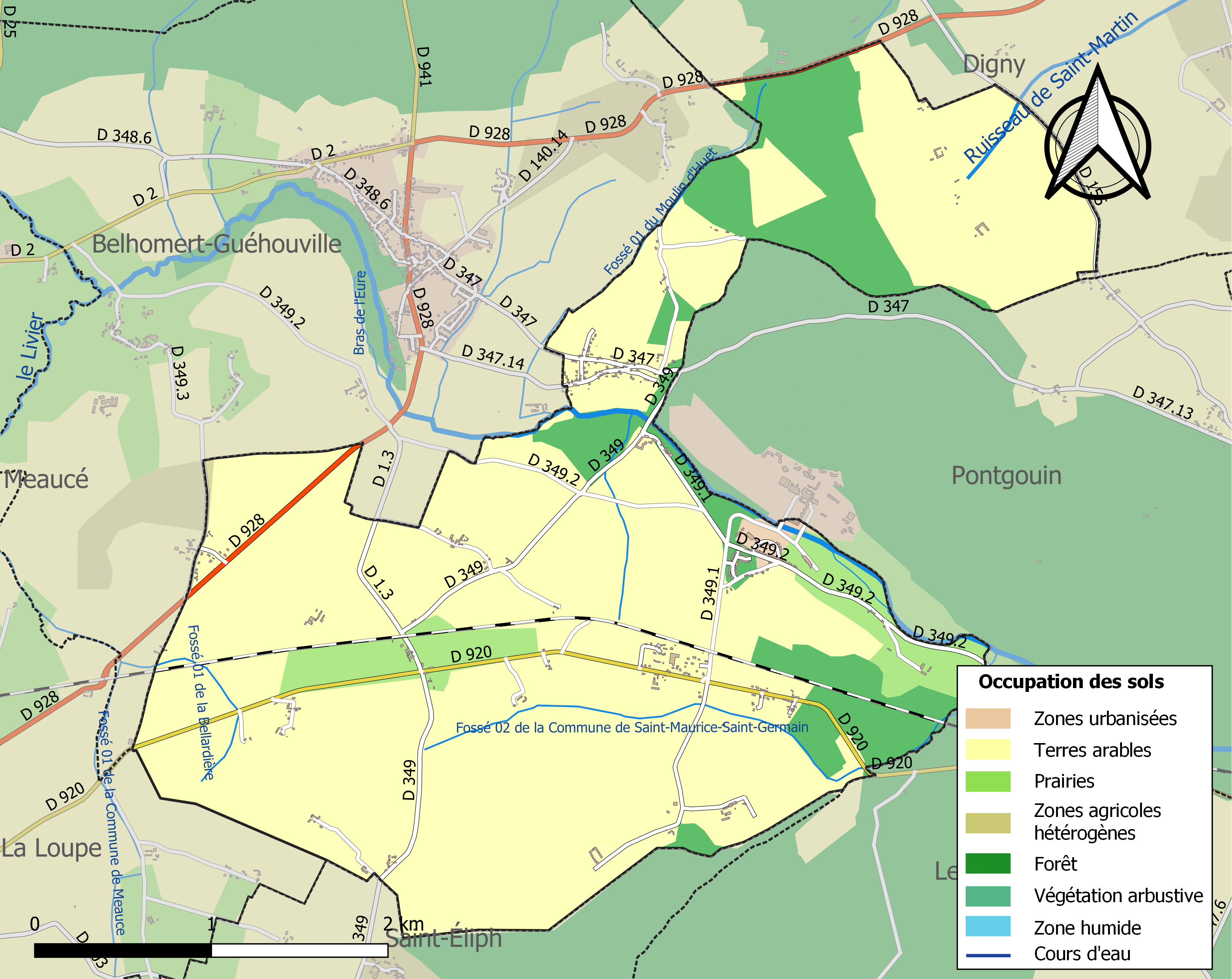
Carte des infrastructures et de l'occupation des sols de la commune en 2018 (CLC).

### Risques majeurs
Le territoire de la commune de Saint-Maurice-Saint-Germain est vulnérable à différents aléas naturels : météorologiques (tempête, orage, neige, grand froid, canicule ou sécheresse), inondationset séisme (sismicité très faible). Il est également exposé à un risque technologique, le transport de matières dangereuses. Un site publié par le BRGM permet d'évaluer simplement et rapidement les risques d'un bien localisé soit par son adresse soit par le numéro de sa parcelle.

#### Risques naturels
Certaines parties du territoire communal sont susceptibles d’être affectées par le risque d’inondation par débordement de cours d'eau, notamment le ruisseau de Saint-Martin et l'Eure. La commune a été reconnue en état de catastrophe naturelle au titre des dommages causés par les inondations et coulées de boue survenues en 1995 et 1999,.

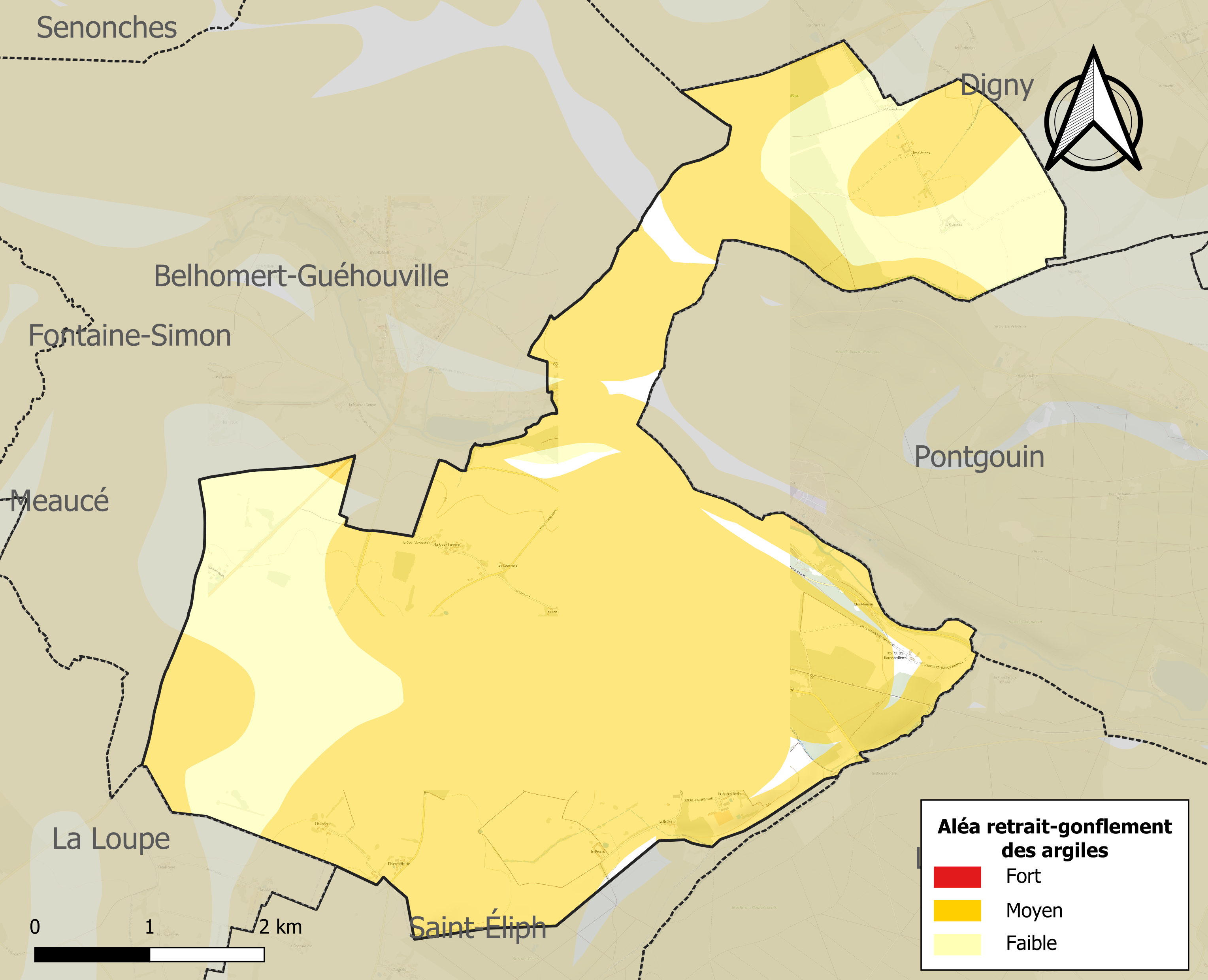
Carte des zones d'aléa retrait-gonflement des sols argileux de Saint-Maurice-Saint-Germain.

Le retrait-gonflement des sols argileux est susceptible d'engendrer des dommages importants aux bâtiments en cas d’alternance de périodes de sécheresse et de pluie. 76,5 % de la superficie communale est en aléa moyen ou fort (52,8 % au niveau départemental et 48,5 % au niveau national). Sur les 246 bâtiments dénombrés sur la commune en 2019, 184 sont en aléa moyen ou fort, soit 75 %, à comparer aux 70 % au niveau départemental et 54 % au niveau national. Une cartographie de l'exposition du territoire national au retrait gonflement des sols argileux est disponible sur le site du BRGM,.
Concernant les mouvements de terrains, la commune a été reconnue en état de catastrophe naturelle au titre des dommages causés par des mouvements de terrain en 1999.

#### Risques technologiques
Le risque de transport de matières dangereuses sur la commune est lié à sa traversée par des infrastructures routières ou ferroviaires importantes ou la présence d'une canalisation de transport d'hydrocarbures. Un accident se produisant sur de telles infrastructures est en effet susceptible d’avoir des effets graves au bâti ou aux personnes jusqu’à 350 m, selon la nature du matériau transporté. Des dispositions d’urbanisme peuvent être préconisées en conséquence.

## Toponymie
Les paroisses de Saint Maurice et de Saint Germain sont citées dès 1260 sous les noms de Sanctus Mauricius de Galloto et Sanctus Germanus de Profunda Valle, situées de part et d’autre de l’Eure, elles sont réunies seulement au XIXe siècle, par ordonnance du 15 février 1835,.
Saint-Maurice est attesté sous les formes Saint Maurice de Gasloup, Saint Maurice de Gallou, Saint Maurice de Galoup en 1793, Saint-Maurice-de-Gasloup en 1801.

Saint-Maurice est un hagiotoponyme. En Occident chrétien, tous les toponymes Saint-Maurice font référence à Maurice d'Agaune.
Saint-Germain  est attesté sous les formes Saint Germain de Fons Simonis au XIe siècle (qui est sans doute rattaché à un culte de l'eau), Saint-Germain-de-l'Épinay.

Saint-Germain est un hagiotoponyme.

## Histoire

### Époque contemporaine

#### XIXesiècle
Réunion de Saint-Maurice-de-Gasloup avec Saint-Germain-l’Épinay réalisée par Ordonnance Royale du 15 février 1835, sous le nom de Saint-Maurice-Saint-Germain (Archives nationales-F 2 II Eure-et-Loir 2, plan annexé à la minute).

## Politique et administration

### Liste des maires
| Période                                  | Période      | Identité                      | Étiquette | Qualité                            |
| ---------------------------------------- | ------------ | ----------------------------- | --------- | ---------------------------------- |
| Les données manquantes sont à compléter. |              |                               |           |                                    |
| 1929                                     | 1936         | Louis François Désiré Bernard |           |                                    |
| 1936                                     | 1947         | René Augustin Vigne           |           |                                    |
| 1947                                     | 1959         | Roger Met                     |           | Plus jeune maire de France en 1947 |
| 1959                                     | 1989         | Jean Lepetit                  |           |                                    |
| mars 1989                                | juillet 2020 | Charles Bonissol              | UMP-LR    | Cadre supérieur                    |
| juillet 2020                             | En cours     | Benoît Genty                  |           |                                    |

### Jumelages
| Ville | Ville                | Pays | Pays   |
| ----- | -------------------- | ---- | ------ |
|       | Villafranca Piemonte |      | Italie |

## Population et société

### Démographie
L'évolution du nombre d'habitants est connue à travers les recensements de la population effectués dans la commune depuis 1793. Pour les communes de moins de 10 000 habitants, une enquête de recensement portant sur toute la population est réalisée tous les cinq ans, les populations de référence des années intermédiaires étant quant à elles estimées par interpolation ou extrapolation. Pour la commune, le premier recensement exhaustif entrant dans le cadre du nouveau dispositif a été réalisé en 2008.

En 2022, la commune comptait 484 habitants, en évolution de +16,91 % par rapport à 2016 (Eure-et-Loir : −0,23 %, France hors Mayotte : +2,11 %).
| 1793 | 1800 | 1806 | 1821 | 1831 | 1836 | 1841 | 1846 | 1851 |
| ---- | ---- | ---- | ---- | ---- | ---- | ---- | ---- | ---- |
| 330  | 285  | 355  | 309  | 286  | 489  | 486  | 489  | 558  |

| 1856 | 1861 | 1866 | 1872 | 1876 | 1881 | 1886 | 1891 | 1896 |
| ---- | ---- | ---- | ---- | ---- | ---- | ---- | ---- | ---- |
| 516  | 497  | 486  | 518  | 510  | 528  | 485  | 452  | 381  |

| 1901 | 1906 | 1911 | 1921 | 1926 | 1931 | 1936 | 1946 | 1954 |
| ---- | ---- | ---- | ---- | ---- | ---- | ---- | ---- | ---- |
| 386  | 367  | 369  | 350  | 337  | 302  | 268  | 268  | 239  |

| 1962 | 1968 | 1975 | 1982 | 1990 | 1999 | 2006 | 2008 | 2013 |
| ---- | ---- | ---- | ---- | ---- | ---- | ---- | ---- | ---- |
| 234  | 261  | 366  | 378  | 320  | 355  | 409  | 401  | 442  |

| 2018 | 2022 | - | - | - | - | - | - | - |
| ---- | ---- | - | - | - | - | - | - | - |
| 415  | 484  | - | - | - | - | - | - | - |

## Culture locale et patrimoine

### Lieux et monuments
- Château des Vaux

- Église Saint-Maurice de Saint-Maurice
- Église Saint-Germain de Saint-Germain

### Personnalités liées à la commune
- Louis d'Ussieux, en réalité Louis Dussieux (1744-1805) écrivain, historien, journaliste, traducteur et agronome français  mort au château des Vaux.

### Blasonnement
|  | Les armoiries de Saint-Maurice-Saint-Germain se blasonnent ainsi : Taillé: au 1er d'azur à la croix tréflée d'argent, au 2e de sinople à l'épine d'or. |